# Бакшты (Дятловский район)
Ба́кшты (бел. Бакшты) — хутор в Дворецком сельсовете Дятловского района Гродненской области Белоруссии. По переписи населения 2009 года в Бакштах проживало 7 человек.

## Этимология
Название имеет балтийское происхождение, часто встречается в исторических документах XV—XVI веков в значении «башня, высокая пристройка».

## География
Бакшты расположены в 11 км к юго-востоку от Дятлово, 161 км от Гродно, 6 км от железнодорожной станции Новоельня.

## История
В 1905 году Бакшты — фольварк в Дворецкой волости Слонимского уезда Гродненской губернии (7 жителей).
В 1921—1939 годах Бакшты находились в составе межвоенной Польской Республики. В сентябре 1939 года Бакшты вошли в состав БССР.
В 1996 году Бакшты — деревня в Дворецком сельсовете Дятловского района в составе колхоза имени К. Заслонова. В деревне насчитывалось 7 дворов, проживало 13 человек.